# Lithophyllum veleroae
Lithophyllum  veleroae E.Y. Dawson, 1944  é o nome botânico  de uma espécie de algas vermelhas pluricelulares do gênero Lithophyllum, família Corallinaceae.
- São algas marinhas encontradas na Califórnia e México (Pacífico).

## Sinonímia
- Não apresenta sinônimos.